# Michal Kabelka
Michal Kabelka (Lučenec, 4. veljače 1985. - ) je slovački skakač u vis s osobnim rekordom 2,31 metar. Za Slovačku redovito nastupa na Europskim dvoranskim prvenstvima, a na Olimpisjkim igrama u Londonu 2012. je osvojio 30. mjesto u kvalifikacijama s preskočenih 2,16 metara, što nije bilo dovoljno za kvalificiranje u završnicu natjecanja među 14 najboljih skakača.